# Dossier Kennedy
 (juillet 2025).
Si vous disposez d'ouvrages ou d'articles de référence ou si vous connaissez des sites web de qualité traitant du thème abordé ici, merci de compléter l'article en donnant les références utiles à sa vérifiabilité et en les liant à la section « Notes et références ».
Pour les articles homonymes, voir Kennedy.
Dossier Kennedy est le 6e roman de la série SAS, écrit par Gérard de Villiers, publié en 1967 chez Plon / Presses de la Cité.
Le roman a de nouveau été publié aux éditions Gérard de Villiers en 2014, avec une présentation de page de garde différente.
L'action du roman se déroule en 1967, essentiellement en Europe centrale (Autriche et Tchécoslovaquie).

## Rédaction
Le roman est rédigé en 1967, quatre années après l'assassinat de Kennedy. L'auteur remet en cause les conclusions de la Commission Warren en contestant la théorie du tireur unique et la seule responsabilité d'Oswald.
Dans ce roman l'auteur met en scène pour la première fois Alexandra Vogel, « la pulpeuse compagne » de Malko, à laquelle il sera fait référence à de très nombreuses reprises dans les autres romans de la série.

## Personnages principaux
- Malko Linge : héros du roman, Autrichien, agent contractuel de la CIA.
- William Coby : chef de poste de la CIA à Vienne.
- Serge Goldman : agent du KGB aux États-Unis.
- Grete et Stephan Grelsky : agent du KGB en Europe.
- Janos Ferenczi : agent hongrois du KGB.
- Kurt von Hasel : Allemand travaillant pour la CIA.

## Résumé

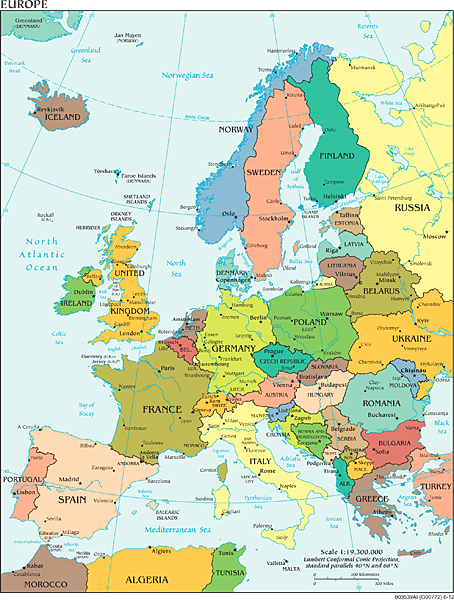
Carte de l'Europe

### Introduction
Un tueur, Grinef, est envoyé par le KGB pour voler chez David Liebeler, quels qu'en soient les moyens, une pochette contenant des documents ultra-secrets. Grinef parvient à voler la pochette par l'intermédiaire d'un gigolo ayant séduit Liebeler. David Liebeler, après avoir découvert le vol, se suicide.
Grinef, qui a peur d'être repéré par les services secrets américains, demande à un agent du KGB aux États-Unis, Serge Goldman, de convoyer jusqu'en Autriche la pochette contenant les documents. Serge Goldman part donc, avec sa récente petite amie, Marisa Platner, en direction de l'Europe.
Les services de sécurité américains ont appris par Liebeler, avant son suicide, le vol de la pochette, et ont immédiatement mis en œuvre des recherches actives. Grinef a été découvert, et son rendez-vous chez Goldman aussi.

### Malko contre Serge Goldman (château de Liezen)
La CIA, depuis Langley, contacte son chef de poste à Vienne, William Coby, pour que Malko Linge aille attendre Serge Goldman à son arrivée à Vienne, et de le conduire, sans tapage mais avec fermeté, en lieu sûr. Coby transmet le message à Malko, qui voit là une mission facile et rapide.
À l'aéroport de Vienne, Malko, accompagné d'Elko Krisantem, repère Goldman et sa compagne. Il remarque aussi que deux personnes obèses, un homme et une femme, attendent Goldman. Malko conduit Goldman à son château de Liezen.
Le couple a suivi la voiture de Malko, et se présente par la suite chez lui, au château ! Ils déclarent se nommer Grete et Stephan Grelsky. Alexandra Vogel, la nouvelle compagne de Malko, pense que ce sont des amis de Malko, et donc les invite à dîner. Le repas qui a lieu le soir est très tendu, Goldman ayant compris que le couple travaillait pour le KGB et venait récupérer la pochette de documents...
Durant la nuit, les Grelsky garottent Goldman, le torturent pour obtenir la pochette puis le tuent. Malko accourt sur les lieux, une confrontation a lieu, mais les Grelsky parviennent à quitter le château en emportant les précieux documents.

### Malko contre Grelsky et Ferenczy (Autriche et Tchécoslovaquie)
Malko contacte diverses personnes à Vienne pour savoir où habitent les Grelsky. En fin de compte, il parvient à trouver leur domicile. Ils habitent Vienne. 
En arrivant à leur domicile, il découvre Grete allongée sur le sol, assassinée. Elle a été tuée par un agent hongrois du KGB, Janos Ferenczi, qui tente aussi de tuer Malko. Celui-ci en réchappe de justesse. Ferenczi quitte les lieux.
Par la suite, Malko retrouve Stephan Grelsky, bouleversé par la mort de sa femme et très malade de diabète. Il propose à Malko de lui échanger la pochette de documents contre une centaine d'ampoules d'insuline synthétique, très rares à trouver. Malko se fait aider par Kurt von Hasel pour obtenir ces ampoules synthétiques. Quand il retourne voir Stephan Grelsky, celui-ci vient d'échapper à un attentat. Grièvement blessé et sur le point de mourir, il dit à Malko où il caché la pochette : chez des amis, à Bratislava en Tchécoslovaquie. Il lui donne l'adresse avant de mourir.
Malko se rend donc à Bratislava, à l'adresse indiquée par Grelsky. Il récupère la pochette mais est pris en chasse par la police politique du régime, qui a découvert son entrée sur le territoire tchèque. Malko s'échappe grâce à l'aide de Michelska, le fils de l'amie de Grelsky, amie qu'il avait sauvé dans le ghetto de Vilna. Les deux hommes sont poursuivis par la police politique, la police régulière, mais aussi par Janos Ferenczi. Lors d'un échange de tirs, Michelska est tué. Malko parvient à retourner à son château de Liezen, avec la précieuse pochette.
Le soir de son arrivée, Malko prend connaissance des documents secrets pour lesquels il a risqué sa vie. Il découvre qu'il s'agit d'un mémorandum secret établi par une personne inconnue qui a découvert que le président Kennedy, le 22 novembre 1963, avait été assassiné par les plus hautes autorités de l'État, et que celles-ci, par la suite, ont éliminé tous ceux qui auraient pu contrarier l'explication officielle selon laquelle Lee Harvey Oswald était le seul meurtrier. Il s'agissait donc d'un véritable « coup d'État » secret, menés par des officiels américains contre leur président.

### Malko contre la CIA
Quand le lendemain Malko se rend à l'ambassade américaine pour remettre la pochette au chef de poste de la CIA, William Coby, il a le tort de lui révéler qu'il en a lu le contenu. Coby rapporte cette information à Langley.
Un couple de tueurs est envoyé au château de Liezen, chargé de tuer la seule témoin américaine du voyage de Goldman : Marisa Platner est assassinée à l'aide d'une seringue qui contient un puissant sevrage destiné à stopper son cœur. Lorsque Malko arrive à son château, il découvre le sordide assassinat. Se souvenant qu'il vient de croiser un véhicule avec deux hommes à bord, il se lance à leurs trousses. Une course-poursuite a lieu. Le véhicule des deux hommes sort de la route. L'un des deux est tué, et Malko en profite pour interroger le survivant. Ce dernier lui apprend que Kurt von Hasel les a chargés de le liquider.
Malko, furieux, va voir Kurt, qui lui répond que c'est la CIA (et plus précisément le directeur chargé des opérations spéciales, David Wise) qui a ordonné son élimination, dont les sbires du réseau Gehlen se chargent.
Malko comprend que ses jours sont comptés. Pour protéger Alexandra, il décide de quitter le territoire autrichien. Il se rend à l'aéroport de Vienne, où des tueurs sont venus l'attendre. Il se fait attaquer par un hélicoptère mais parvient à le semer. Finalement, il arrive à l'aéroport et achète son billet d'avion. Il est étonné par le fait que ceux qui l'attendent ne font rien pour l'arrêter. Il décide alors de renoncer à son vol et de quitter l'aéroport sans partir. Plus tard, il apprend par les médias que l'avion faisant la navette Vienne - Cologne a explosé en vol.
Malko est alors aidé par Elko, qui le cache dans un monastère de derviches turcs, car Elko Krisantem fait partie de cet ordre : la CIA ne le retrouvera pas là ! Le soir même, le monastère est attaqué par des tueurs, qui sont repoussés.
Malko apprend que le directeur général de la CIA, Foster Hillman, est venu en Autriche pour régler personnellement cette histoire. Il lui téléphone ; le chef de la CIA lui répond qu'il n'a jamais donné l'ordre de le supprimer. Un rendez-vous est organisé. Malko s'y rend et rencontre Foster Hillman, qui lui propose de tourner la page : si Malko s'engage à ne jamais rien révéler, il ne lui sera fait aucun tort. Malko accepte, et fait part des diverses tentatives d'assassinat récentes. Foster Hillman dit être étonné : l'attaque du monastère n'a pas été ordonnée par lui ou par David Wise.
Malko et Hillman vont à l'ambassade. Hillman convoque Kurt von Hasel pour entendre ses explications. Comme Kurt ne donne aucune réponse convaincante, Hillman ordonne son exécution immédiate. Kurt, dont on pense qu'il travaillait aussi pour le KGB, est tué sous les yeux de Malko par les hommes de main de David Wise.
Le roman se termine par les retrouvailles amoureuses de Malko et d'Alexandra, qui n'a aucune conscience que son compagnon a failli mourir à plusieurs reprises les jours précédents, et que sa propre sécurité a été mise en jeu.